# Londoner Haggada

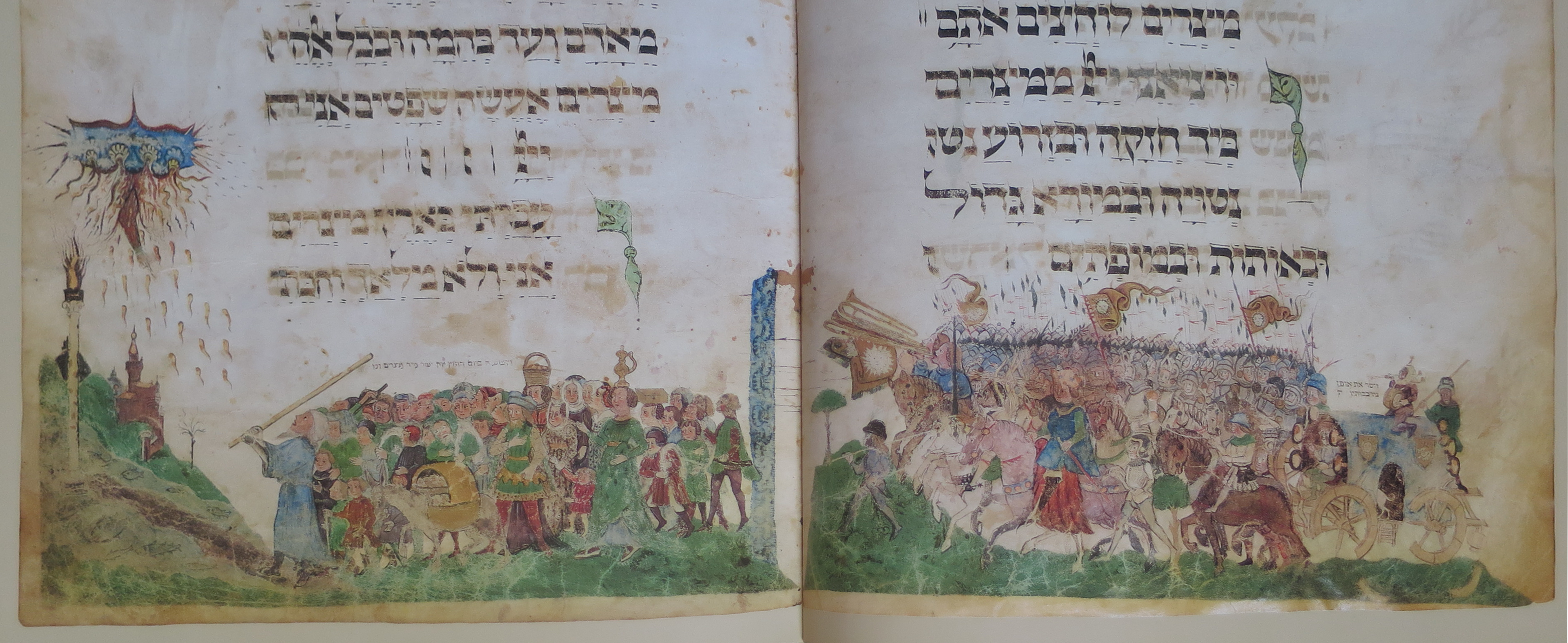
Auszug aus Ägypten in der Londoner Haggada von Joel ben Simeon: Ganz links: Die Hand Gottes aus der Wolke, der die Juden folgen, an der Spitze: Mose mit dem Stab, auf der gegenüber liegenden Seite der Pharao, der die Juden verfolgt, der blaue Balken dazwischen ist eine Wolke, die die Israeliten vor den Pfeilen der ägyptischen Soldaten schützt.

Die Londoner Haggada ist eine illustrierte Handschrift aus dem dritten Viertel des 15. Jahrhunderts von Joel ben Simeon. Sie befindet sich heute in der British Library.

## Geschichte
Die Haggada entstand zwischen 1451 und 1478. Sehr wahrscheinlich erscheint eine Entstehung um 1460, da darauf sowohl stilistische als auch buchbinderische Merkmale hinweisen. Umstritten ist, ob sie in Süddeutschland, Norditalien oder beiden Regionen entstand. Aufgrund des Kolophons steht fest, dass sie aus der Hand oder Werkstatt von Joel ben Simeon stammt, wobei er sie wohl nicht alleine gefertigt hat. Das Kolophon lautet:

„Mein Herz rät, demjenigen zu antworten, der sagt und fragt: ‚Wer hat dies gemalt?‘ Ich werde ihm antworten: ‚Ich, Freibusch, genannt Joel‘. Für Jakob Mattitias, möge er lange leben, den Sohn von Mhrz, einen frommen Mann.“

„Mhrz“ ist entweder:

Kolophon von Joel ben Simeon in der Londoner Haggada

- eine Abkürzung für: „morenu ha-rabh Z“ (wobei „Z“ eine Abkürzung für „Seckel“ sein soll, ein Diminutiv für „Isaak“. Dieser Jakob Mattitias, Sohn des Isaak, ist wiederum als Auftraggeber einer anderen Handschrift bekannt, ein Machsor, die heute in der Bayerischen Staatsbibliothek München aufbewahrt wird[Anm. 1]) oder
- eine Jahresangabe, die dann AM 5212 / 1451/52 n. Chr. zu lesen wäre. Letzteres scheint aber wegen der übrigen Indizien zur Entstehung um 1460 und dem Konnex mit dem Auftraggeber, Jakob Mattitias, eher unwahrscheinlich.

Über den Verbleib der Londoner Haggada zwischen ihrem Besitz durch Jakob Mattitias im 15. Jahrhundert und ihrem Auftauchen im Buchantiquariat im 19. Jahrhundert ist nichts bekannt. Im April 1844 kaufte das Britische Museum (heute: British Library) das Buch für 42 £ von Payne & Foss. Es wurde in der British Library unter Add. MS 14762 inventarisiert.

## Form
Das Buch besteht aus 49 Pergamentseiten im Format 375 × 275 mm, die alle beidseitig beschrieben und teilweise illustriert sind. Der Einband aus Leder stammt aus etwa derselben Zeit wie das Buch und weist eine Schnitt-Dekoration auf, die menschliche Figuren, Tiere und Pflanzen zeigt, deren Deutung umstritten ist.

## Inhalt
Die Handschrift enthält
- den liturgischen Text zu Seder, die Zeremonie am Erev Pessach, dem Vorabend des Fests der Befreiung der Israeliten aus ägyptischer Sklaverei,
- den Kommentar zu dem liturgischen Text von Eleasar ben Juda ben Kalonymos (1165–1238), Gelehrter und Rabbiner der Jüdischen Gemeinde Worms[9], und
- Illustrationen dazu, von denen ein erheblicher Teil prächtig ausgestaltete Initialen sind. Von den Illustrationen ist nicht sicher, dass sie alle von Joel Ben Simeon stammen. So trennt eine Untersuchung die Illustrationen in zwei Gruppen: Danach seien die auf den Blättern 9–37 in italienischem Stil gezeichnet und Joel Ben Simeon zuzuschreiben, die übrigen aber wiesen den zeitgenössischen deutschen Stil auf und stammten von anderer Hand.[10]